# Dawid Wdowiński
Dawid Wdowiński (né le 25 février 1895 à Będzin, mort en 1970) est un neurologue et un psychiatre polonais, membre de l’organisation juive de droite Hatzohar, selon certaines sources cofondateur et président de l’Union militaire juive (pol. Żydowski Związek Wojskowy, abréviation ŻZW), combattant et un des dirigeants du soulèvement du ghetto de Varsovie.

## Biographie

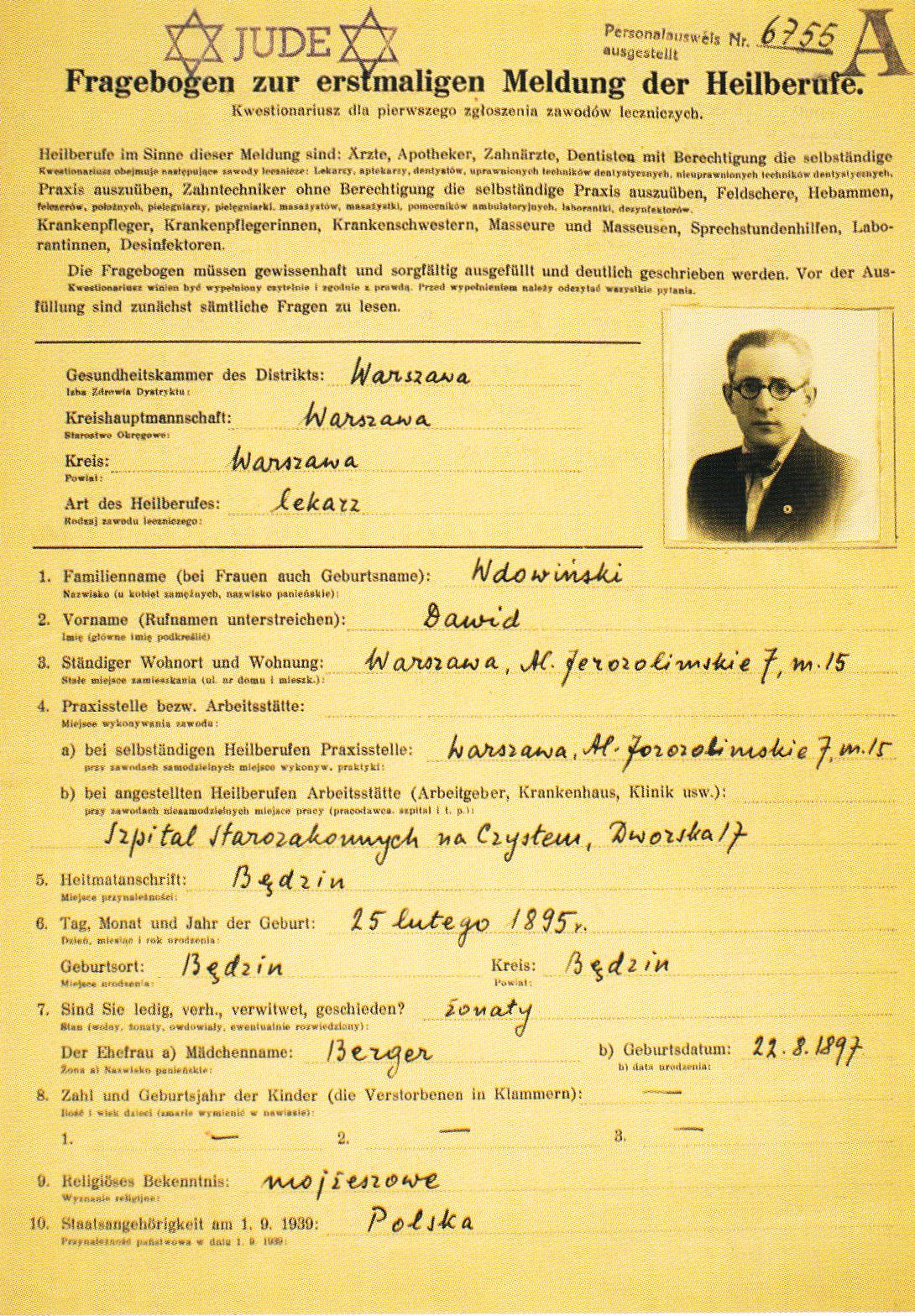
L’enquête personnelle de Dawid Wdowiński

Dawid Wdowiński était le fils de Jezejasz Wdowiński et Maria Wdowińska née Pałasznicka.
Pendant l’entre-deux-guerres, il était président du Parti sioniste révisionniste polonais.
Dawid Wdowiński, les anciens officiers d’origine juive des Forces armées polonaises et les activistes politiques juifs: Dawid Moryc Apfelbaum, Józef Celmajster, Henryk Lifszyc, Kałme Mendelson, Paweł Frenkel et Leon Rodal ont initié la création de ŻZW en 1939.
Après le début du soulèvement et la mort de Dawid Apfelbaum, Paweł Frenkel et Leon Rodal, il était probablement[Quoi ?] le dernier commandant du soulèvement au nom de ŻZW et l’un des deux commandants qui ont survécu la guerre (le deuxième commandant c’était Marek Edelman de l’OJC).
Durant le soulèvement, il a été déporté à Lublin et ensuite envoyé au camp de travail à Budzyń.
En 1963, le livre de Dawid Wdowiński intitulé And we are not saved a été publié aux États-Unis, à New York. Le livre a été écrit afin de révéler la vérité à propos du rôle de ŻZW dans le soulèvement du ghetto de Varsovie.[Interprétation personnelle ?]